# Giacomo Scinardo
Giacomo Scinardo (Paternò, 1983) è un pianista italiano di musica classica.

## Biografia
È stato studente di Epifanio Comis. Ha fatto anche ulteriori studi con Bernard Ringeissen, Phillip Entremont e Leslie Howard.
Scinardo ha partecipato come solista in Europa, Asia, Russia, and the United States.
Si è esibito con numerose orchestre di livello mondiale tra cui la Sinfonica di Kiev il George Enescu Simphony Orchestra.
Scinardo si è esibito in numerosi recital solisti in molti Teatri e Auditorium incluso il Sale Cortot a Paris, il Tchaikovsky Conservatory in Moscow, il Ateneul Roman in Bucharest, il Detroit Institute of Arts, il Siam Ratchada Auditorium of Bangkok.
Ha partecipato al Samuel Barber International Festival of West Chester in Philadelphia, Bangkok International Piano Festival
Scinardo ha tenuto diversi corsi di perfezionamento in molte prestigiose università, tra cui il Gnessin State Musical College in Moscow, the University of Bangkok, University of Michigan School of Music, Theatre & Dance

## Pubblicazioni discografiche
- Evolution APS  (2013)[18][19]
- Mussorgsky Complete Piano Works Dynamic Label (2017)[20]